# Rudolf I (rooms-koning)
Rudolf I, de eerste Rooms-koning onder die naam en binnen het huis Habsburg bekend als Rudolf IV (Duits Rudolf von Habsburg, Latijn: Rudolphus, Tsjechisch: Rudolf Habsburský) (Breisgau, 1 mei 1218 — Speyer, 15 juli 1291), was koning van Duitsland van 1273 tot zijn dood. Hij speelde een belangrijke rol in het aan de macht brengen van het huis Habsburg onder de keizerlijke feodale dynastieën. Rudolf was oorspronkelijk een Zwabische graaf en hij was de eerste Habsburger die de hertogdommen Oostenrijk en Stiermarken verwierf, gebieden die nog meer dan 600 jaar onder Habsburgse heerschappij zouden blijven en die de kern van de Habsburgse monarchie en hedendaags Oostenrijk zou vormen.

## Vroege levensjaren
Rudolf was de zoon van Albrecht IV van Habsburg en Hedwig van Kyburg, dochter van graaf Ulrich van Kyburg. Hij werd geboren in slot Limburg bij Breisgau. Bij zijn vaders dood in 1239, erfde Rudolf gebieden van zijn familie in de Elzas en Aargau. In 1245 trouwde hij Gertrude, dochter van Burkhard III, Graaf van Hohenberg. Als gevolg hiervan werd Rudolf een belangrijke vazal in Zwaben, een oud stamhertogdom.
Rudolf kwam vaak aan het hof van zijn peetvader, keizer Frederik II. Hij was loyaal aan Frederik en zijn zoon Koenraad IV en werd hierom beloond door schenking van land. In 1254 werd hij geëxcommuniceerd door paus Innocentius IV als vazal van Koenraad. Dit was te wijten aan het conflict tussen enerzijds de keizer, die al heerser was over Sicilië maar graag zijn gezag wilde herwinnen in Noord-Italië, voornamelijk Lombardije en anderzijds de paus wiens Pauselijke Staat zou ingesloten geraken. De paus was bang dat hij gevangengenomen zou worden, vandaar de excommunicatie.

## Aan de macht
De chaos, die de val van de Duitse Hohenstaufen dynastie veroorzaakte, gaf Rudolf aanleiding om zijn bezittingen te vermeerderen. Zijn vrouw was een erfgename van het graafschap Kyburg, doordat haar oom Hartmann VI, graaf in 1264 overleed. Succesvolle banden met de bisschoppen van Straatsburg en Bazel mondden uit in nog meer weelde en reputatie. Inclusief rechten over  gebieden die hij kocht van verschillende kloosters. Van zijn vader kreeg hij verscheidene gebieden in het huidige Zwitserland en de Elzas.
Deze verworvenheden  maakten van Rudolf de meest invloedrijke prins in het zuidwesten van Duitsland. Toen in de herfst van 1273 de prinsen bijeen kwamen om een (rooms)koning te kiezen na de dood van de Engelse heerser Richard van Cornwall, werd hij gekozen in Frankfurt op 29 september 1273 toen hij 55 jaar was. Een van de redenen was dat hij schoonbroer was van Frederik III van Hohenzollern, Burggraaf van Neurenberg. De steun van Albrecht II, hertog van Saksen en van Lodewijk II, graaf van de Rijn en hertog van Opper-Beieren werd gekocht door ze uit te huwelijken aan de twee dochters van Rudolf. Resultaat was dat koning Ottokar II van Bohemen, een mogelijke kandidaat voor de troon en kleinzoon van Phillips van Zwaben niet gekozen werd. Een andere kandidaat was Frederik van Meissen, een kleinzoon van de geëxcommuniceerde keizer Frederik II, maar die had te weinig bezittingen.

## Rudolf als Rooms-koning
Rudolf werd gekroond in de Dom van Aken op 24 oktober 1273. Om de goedkeuring van de paus te bekomen, herzag Rudolf alle keizerlijke rechten in Rome, de Pauselijke Staat en Sicilië, en beloofde een nieuwe kruistocht. Paus Gregorius X erkende Rudolf als Rooms-koning en overtuigde bovendien koning Alfons X van Castilië (een andere kleinzoon van Filips van Zwaben) om zijn claim op het Duits koningschap te laten varen. Rudolf volgde de Hohenstaufen dynastie op die hij ooit zo loyaal diende.
Op november 1274 werd op de Rijksdag in Neurenberg besloten dat alle nalatenschap sinds de dood van de laatste keizer weer moest worden hersteld. Ottokar van Bohemen had vele van zijn bezittingen in het rijk te verdedigen: Oostenrijk, Stiermarken, Karinthia en Karniola, die hij had geclaimd door te trouwen met een van de Babenbergse erfgenamen. Rudolf ging er niet mee akkoord dat Ottokar deze provinciën bezat en verklaarde dat ze weer rechtstreeks onder de kroon terug moesten komen, omdat het bewijs ontbrak dat de provincies waren geërfd via mannelijke lijn. Koning Ottokar werd in de ban geplaatst en in juni 1276 werd de oorlog verklaard aan de Boheemse koning.
Na de oorlog ging zijn aandacht naar Oostenrijk en de omliggende provincies. Hij spendeerde een aantal jaren om via zijn koninklijk gezag de macht en de controle over deze landen te verstevigen maar kreeg toch moeilijkheden om zijn familie als zijn opvolgers de landen te laten regeren. In Augsburg, december 1282, kregen zijn zoons Albert en Rudolf de hertogdommen Oostenrijk en Stiermarken. Hierbij werd een fundering gemaakt voor het huis van Habsburg. Hij maakte ook de 12 jaar oude Rudolf tot Hertog van Zwaben, dat het tijdelijk zonder heerser had moeten stellen sinds de executie van Conradin.

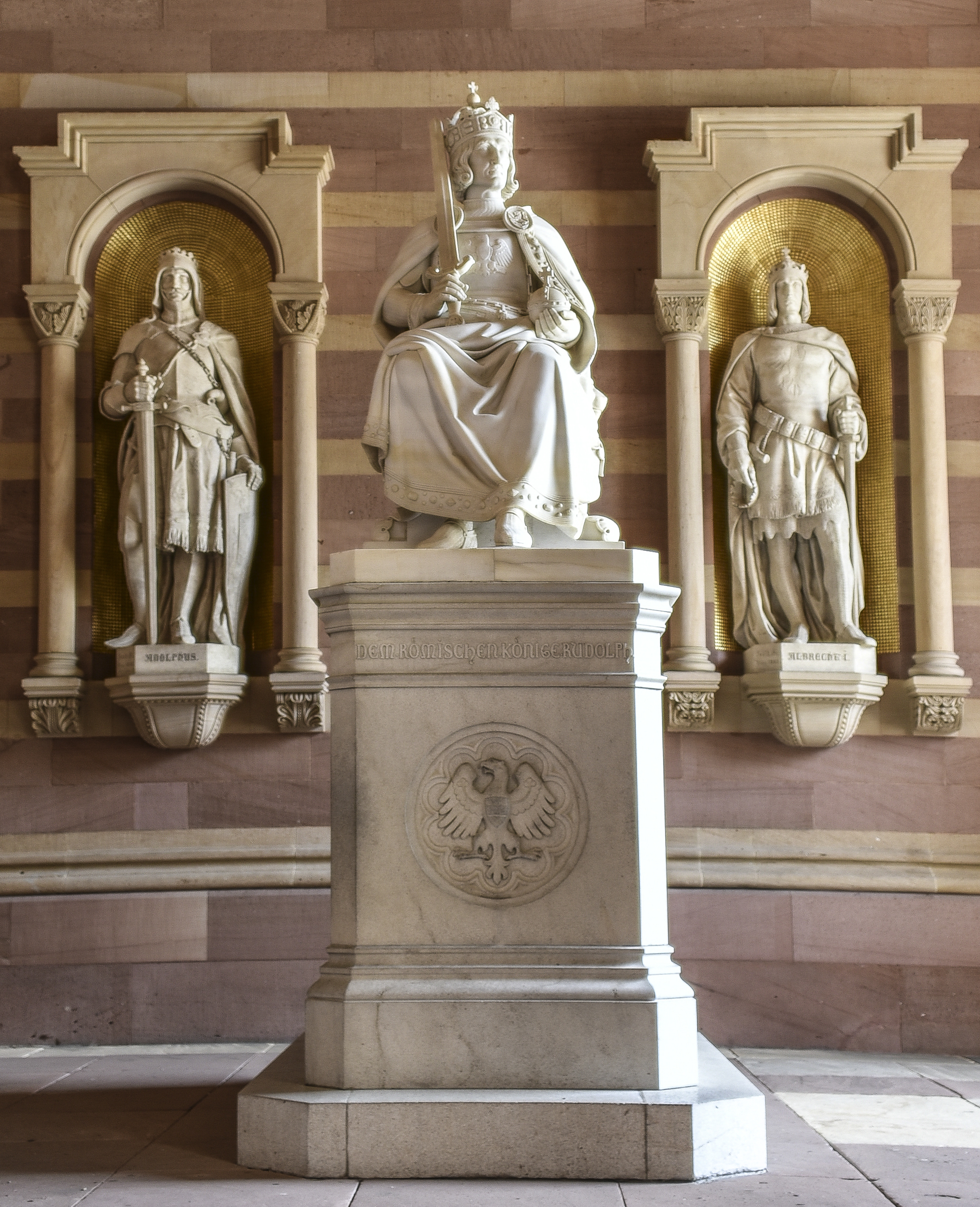
Rudolf I in de dom van Speyer

In 1286 schonk Rudolf het hertogdom Karinthië, een van de provincies veroverd op Ottokar, aan Meinhard, de schoonvader van zijn zoon Albert. De lokale heersers wilden immers niet dat Rudolf alles uit het koninklijke domein uitsluitend aan zijn eigen familieleden overliet. In 1281 beval Rudolf dat Filips, Paltsgraaf van Bourgondië, wat grond voor hem afstond. Daarna moesten de bewoners van Bern hem belasting betalen omdat ze dat een tijd niet wilden. In 1289 versloeg hij Otto IV, de opvolger van Filips.
In 1281 ging zijn eerste vrouw dood. Op 5 februari 1284 trouwde hij met Isabella, dochter van Hugo IV, hertog van Bourgondië, zijn westelijke buur.
Rudolf was niet erg succesvol in het herstellen van de orde in Duitsland. Wetten en besluiten werden wel uitgevaardigd voor het herstel van landvredes van Beieren, Franken en Zwaben en later de rest van het Heilige Roomse Rijk maar het ontbrak de koning aan de nodige macht en middelen om ze te dwingen deze te erkennen. Anderzijds leidde hij in december 1289 wel een expeditie naar Thüringen waar hij verschillende kastelen verwoestte.
In 1291 ijverde hij om zijn zoon Albert als volgende Rooms-koning te verkiezen maar omdat het hem zelf niet gelukte tot keizer gekroond te worden, was het idee van twee gekroonde koningen helemaal geen optie. Mogelijk waren de geestelijke en wereldlijke keuzeheren ook helemaal niet opgezet met de allesoverheersende Habsburgdynastie.

## Familie en kinderen
Rudolf trouwde in 1245 met Gertrude van Hohenberg (1230-1281), zij baarde hem elf kinderen:
- Mathilde (1253-1304), die in 1273 huwde met hertog Lodewijk II van Beieren (1229-1294)
- Albrecht I (1255-1308), Rooms koning, die huwde met Elisabeth van Karinthië (1262-1312)
- Catharina (1256-1282), die rond 1279 huwde met hertog Otto III van Beieren (1261-1312)
- Agnes (1257-1322), die in 1273 huwde met hertog Albrecht II van Saksen (-1298)
- Hedwig (1259-1285/1286), die in 1279 huwde met markgraaf Otto VI van Brandenburg
- Clemence (1262-), die in 1281 huwde met Karel van Hongarije
- Hartmann (1263-1281)
- Rudolf II (1270-1290)
- Jutta (1271-1297), die in 1285 huwde met Wenceslaus II van Bohemen (1271-1305)
- Samson (1275), overleed heel jong
- Karel (1276-1276).

Rudolf zou later hertrouwen met Isabella van Bourgondië, dochter van Hugo IV van Bourgondië, dit huwelijk bleef kinderloos.
In de dom van Speyer staat een grafbeeld van Rudolf. Dit beeld is waarschijnlijk het eerste levensechte portret van een Duitse koning.

## Voorouders
| Voorouders van Rudolf I van Oostenrijk | Voorouders van Rudolf I van Oostenrijk                                        | Voorouders van Rudolf I van Oostenrijk                                        | Voorouders van Rudolf I van Oostenrijk                                        | Voorouders van Rudolf I van Oostenrijk                                        |
| -------------------------------------- | ----------------------------------------------------------------------------- | ----------------------------------------------------------------------------- | ----------------------------------------------------------------------------- | ----------------------------------------------------------------------------- |
| Overgrootouders                        | Albrecht III van Habsburg ( – ) ∞ Ita van Pfullendorf-Bregenz ( – )           | ? ( – ) ∞ ? ( – )                                                             | Berthold IV van Zähringen (ca. 1125 – 1186) ∞ ? ( – )                         | ? ( – ) ∞ Heilwig van Frohburg ( – )                                          |
| Grootouders                            | Rudolf II van Habsburg ( – 1232) ∞ Agnes van Staufen (1165 – vóór 1232)       | Rudolf II van Habsburg ( – 1232) ∞ Agnes van Staufen (1165 – vóór 1232)       | Ulrich III van Kyburg (1192 – 1260) ∞ Anna van Zähringen (1162 – 1226)        | Ulrich III van Kyburg (1192 – 1260) ∞ Anna van Zähringen (1162 – 1226)        |
| Ouders                                 | Albrecht IV van Habsburg (1188 – 1239) ∞ 1217 Heilwig van Kyburg ( – na 1263) | Albrecht IV van Habsburg (1188 – 1239) ∞ 1217 Heilwig van Kyburg ( – na 1263) | Albrecht IV van Habsburg (1188 – 1239) ∞ 1217 Heilwig van Kyburg ( – na 1263) | Albrecht IV van Habsburg (1188 – 1239) ∞ 1217 Heilwig van Kyburg ( – na 1263) |
| Rudolf I van Oostenrijk (1218 – 1291)  |                                                                               |                                                                               |                                                                               |                                                                               |